# Досвід (відеоігри)
Досвід у відеоіграх — умовне позначення досягнень персонажа у грі, виражене в числовому еквіваленті. Нерідко слово досвід замінюється геймерами на «експі» або «ХеПешці» («експіха», слово вживається у жіночому роді, від скорочення «англ. XP» слова англ. experience). У деяких іграх досвід може виражатися в рівнях, тоді його замінюють словом «рівень» англ. level. Дуже популярне в ММО іграх.
Слід розрізняти очковий[уточнити термін] еквівалент досвіду та ігрові бали: досвід, як правило, є засобом придбання нових навичок або характеристик у рольових іграх. Досвід нараховується за знищення противників (монстрів або гравців), а також за виконання ігрових завдань (місій).
Зі збільшенням складності гри кількість нарахованих гравцеві балів досвіду збільшується, і разом з цим збільшується кількість балів досвіду, необхідна для підняття/покращення навичок.
За накопичення певної кількості досвіду, гравець здобуває визначений рівень. У різних іграх, підвищення рівня може підняти «скіл» — основні навички гравця (сила, спритність …) або давати йому додаткові унікальні здібності.
Дії, спрямовані перш за все на отримання балів досвіду, прийнято називати прокачуванням. Гравців, захоплених прокачуванням на шкоду іншим аспектам гри, називають манчкінами (від англ. Munchkin).

## Системи накопичення досвіду
- Заснована на рівні гравця — чим вищий рівень гравця, тим більше (або менше) досвіду він отримує.
- Заснована на навичках гравця — гравець отримує досвід у залежності від характеристик свого персонажа.
- Заснована на кількості/сукупності битв, «бойовий множник» («combat multiplier») — чим більше гравець завдав ушкоджень за одну битву, тим більше досвіду він отримує. Часто множник повертається до вихідного значення, якщо персонаж сам отримує ушкодження чи промахується.

## Використання досвіду
Окрім накопичення ігровий досвід має і інший функціонал. Так само як існують різні способи накопичення досвіду, так і є різні способи його використовувати.

### Винагорода за рівень
Дуже популярна ігрова механіка полягає в винагороді за здобування нових рівнів. Це може бути нова зброя, покращення характеристик, відкриття нових здібностей чи інше.
В деяких іграх жанру RPG(і не тільки) при виконанні певних дій (бій, добування ресурсів та інше) нараховується окремий досвід. За здобуття нових рівні можуть покращуватися характеристики пов'язані з цим видом діяльності.
В серії ігор Witcher за здобуття нового рівня гравцю додаються очки за які можна відкривати нові здібності.

### Обмеження по рівню
В деяких іграх можна використовувати предмети тільки досягнувши певного рівня. Це своєрідний бар'єр який змушує гравця більше часу проводити в грі і поглибитися в ігровий процес.
Інколи для відкриття нових ігрових зон або локацій потрібно досягнути певного рівня, щоб гравець зміг підготуватися до дослідження локації, нових ворогів тощо.

### Досвід як ресурс
Деякі ігри дають змогу використовувати ігровий досвід як ресурс. 
Наприклад в популярній комп'ютерній грі Minecraft ігровий досвід використовується для покращення ігрових предметів. Досягнувши певного рівня гравець може додати до свого інструменту або броні додаткові критерії, що покращать його характеристики (силу, міцність, швидкість використання та інші) замість частини свого ігрового досвіду. Також ігровий досвід використовується для ремонту і об'єднання різних предметів.